# Överkalix (comuna)
Överkalix (em sueco: Överkalix kommun) é uma comuna da Suécia localizada no condado de Bótnia Setentrional. Sua capital é a cidade de Överkalix. Possui 2 765 quilômetros quadrados e segundo censo de 2018, havia 3 302 habitantes.